# کریستال دان
کریستال الیسیا دان (به انگلیسی: Crystal Alyssia Dunn) (زادهٔ ۳ ژوئیه ۱۹۹۲ میلادی) یک بازیکن زن فوتبال اهل ایالات متحده آمریکا است.

## باشگاهی
وی در تیم باشگاهی نورث کارولاینا کوریج و در لیگ ملی فوتبال زنان بازی می‌کند. او در سال ۲۰۱۲ در زمانی که یکی از بازیکنان تیم فوتبال زنان نرث کارولاینا تار هیلز بود در جام جهانی فوتبال زنان زیر ۲۰ سال ژاپن در تیم ملی فوتبال زنان ایالات متحده آمریکا حضور داشت که به همراه این تیم قهرمان جهان شد. او در همان سال جایزه هرمان را نیز دریافت کرد. در سال ۲۰۱۵ کریستال دان جایزه ان‌دالیبواس‌ال ارزشمندترین بازیکن را به همراه جایزه کفش طلایی بدست آوردو توانست خود را به عنوان جوانترین بازیکنی که موفق شده‌است هر دوی این جوایز را در سن ۲۳ سالگی دریافت کرده معرفی کند.

## تیم ملی
او همچنین در رده تیم‌های زیر ۱۸ سال و زیر ۲۰ سال زنان آمریکا نیز بازی کرده‌است. در ۱۳ فوریهٔ ۲۰۱۳ او نخستین بازی خود را برای تیم بزرگسالان زنان آمریکا در یک بازی دوستانه و در مقابل تیم ملی فوتبال زنان اسکاتلند انجام داد.